# Robert Helpmann
Robert Helpmann, född 9 april 1909 i Mount Gambier i South Australia, död 28 september 1986 i Sydney, var en australisk balettdansör, skådespelare och koreograf.  Han och Margot Fonteyn var danspartners i bland annat Svansjön och Helpmanns egen balett Hamlet. 
Helpmann dansade även i och var koreograf för filmen De röda skorna (1948).

## Filmografi i urval
- 1944: Henrik V
- 1948: De röda skorna
- 1951: Hoffmanns äventyr
- 1966 – Quiller - Vårt ess i Berlin
- 1968: Chitty Chitty Bang Bang
- 1972: Alice i Underlandet